# انحياز للمقبول اجتماعيا
الانحياز للمقبول اجتماعيًا هو مصطلح في أبحاث عِلم الاجتماع يصِف ميل الخاضعين لاستطلاع الرأي إلى إجابة الأسئلة بطريقة تُعتبر لائِقة مِن مَنظور الآخرين. يُمكِن أن يحدث ذلك في صورة مُبالغة المدح «سلوك جيد» أو تقليل الشأن «سلوك سيء»، أو غير مرغوب فيه.
تُمثِّل تلك النزعة مُشكلة خطيرة عند القيام بأبحاث تتضمَّن الإبلاغ الذاتي، وخصوصًا الاستبيانات. يتدخَّل ذلك الانحياز في تفسير الميول العادية والفروق الفرديَّة أيضًا.
من المواضيع التي يتجلى فيها الانحياز للمقبول اجتماعياً: التقارير الذاتية سواء كانت عن المهارات أو الشخصية أو السلوك الجنسي أو تعاطي المخدرات. فمثلاً، عندما يُسأل الشخص “كمل مرة تمارس العادة السرية؟”، فقد يضطر الشخص إلى تحريف إجابته بسبب التابو الاجتماعي تجاه الاستمناء والعادة السرية، أو قد يتجنب الإجابة عن هذا الموضوع من الأساس. لذا من الواضح أن متوسط معدل الاستمناء، والمأخوذ من الإحصائيات التي تعتمد على التقرير الذاتي للمشاركين، أقل بكثير من المعدل الحقيقي.
وعندما يواجه الشخص سؤالاً كـ “هل تتعاطى المخدرات أو المواد المحظورة؟”، ستتأثر إجابة الشخص باعتقاده أن المواد الخاضعة للرقابة، كالماريوانا مثلاً، هي مواد غير شرعية عموماً. لذا سيضطر الشخص المجيب إلى إنكار تعاطيه أي نوعٍ من المخدرات، أو ربما يلجأ إلى تبرير هذا السلوك، كأن يجيب: “أدخن الماريوانا عندما أكون بصحبة أصدقائي فقط”.
يؤثر هذا الانحياز أيضاً على التقارير التي تتحدث عن عدد الشركاء الجنسيين، وبالمناسبة، قد يكون الانحياز معكوساً (أي تضخيم الأمور بدلاً من تصغيرها) حسب كل مجموعة: فيميل الرجال مثلاً إلى تضخيم عدد شركائهم الجنسيين، بينما تميل النساء إلى تقليل هذا العدد. وفي كلتا الحالتين، تكون التقارير من كلتا المجموعتين غير صحيحة ومحرفة بسبب الانحياز للمقبول اجتماعياً.
وهناك مواضيع أخرى قد يظهر فيها الانحياز للمقبول اجتماعياً، فمثلاً:
- التقرير الذاتي عن صفات الشخصية، والذي يرتبط بشدة بالانحياز للمقبول اجتماعياً.[2]
- الدخل الشخصي، حيث يميل أصحاب الدخل المنخفض إلى تضخيم دخلهم، بينما يميل أصحاب الدخل المرتفع إلى تخفيضه.
- عادة ما يُنكر الأشخاص مشاعر العجز وانخفاض تقدير الذات.
- الوظائف الإفرازية، فعادة ما يكون هذا الموضوع غير مريحٍ، بل لا تتم مناقشته أساساً.
- الإجابة عن مواعيد تناول الجرعات الدوائية، فغالباً ما يميل المرء إلى ادعاء التزامه بها.
- تنظيم الأسرة، كتحديد النسل أو الإجهاض.[3]
- الديانة، وهي من المواضيع التي يتم تجنبها، أو يكون طرحها أمراً غير مريح.[4]
- الوطنية، فإما أن يفاخر المرء بوطنيته بشدة، أو ينكرها تماماً خوفاً من الأحكام التي قد يطلقها عليه معارضوه.
- التحامل وعدم التسامح، وهي أمورٌ ينكرها المرء عادة، حتى لو وُجدت هذه الأفكار لدى هذا الشخص.
- الإنجازات المعرفية، والتي عادة ما يميل المرء إلى تضخيمها.
- المظهر الجسدي، إما أن يقوم المرء بتضخيم هذا الموضوع أو التقليل من شأنه.
- العنف الجسدي، سواء كان حقيقياً أم تخيلاً، وفي كلتا الحالتين، يقوم المرء بإنكار هذا العنف.
- الأعمال الخيرية كالصدقة، والتي عادة ما يتم تضخيمها.
- الأعمال غير القانونية، غالباً ما يتم نكرانها.
- نسبة المقترعين.[5][6][7][8]

## الفروقات الفردية
طرح (ألين إل. إدواردز) عام 1953 مفهوم المقبول اجتماعياً في علم النفس، موضحاً دور المقبول اجتماعياً كمعيار للصفات الشخصية. وأوضح أن تقديرات أوصاف السمات الشخصية المقبولة اجتماعياً مرتبطة بشدة مع احتمال وجود مجموعة من الأشخاص تتفق صفاتها الشخصية مع الادعاء المطروح.
ففي شرحه الأول عن هذا النمط، بحث عن علاقة الارتباط بين تقديرات مجموعة من سمات الشخصية المقبولة اجتماعياً لمجموعة أولى من الطلاب الجامعيين، وبين احتمال أن تقوم مجموعة ثانية من الطلاب بتقديم أوصاف ذاتية تعبر عن نفس السمات. ووجد أن علاقة الارتباط هذه قوية للغاية، لدرجة أنها ستحرف متوسط السمات الشخصية. ويدفعنا ذلك إلى التساؤل عما إذا كانت هذه الأوصاف الذاتية تصف أو تعبر عن سمات الشخصية أم السمات المقبولة اجتماعياً؟.
طوّر إدواردز أول مقياسٍ للمقبول اجتماعياً (أو SDS بالإنجليزية)، وهو عبارة عن 39 سؤال إجاباتها (صحيح أو خاطئ)، ومستخرجة من قائمة مينيسوتا للشخصية متعددة الأطوار MMPI، ويكون ترتيب الأسئلة وفقاً لمدى قبولها اجتماعياً. ولهذا المقياس ارتباط وثيق مع مجموعة واسعة من طرق القياس، كمقياس MMPI للشخصية والمقاييس التشخيصية. كما يرتبط مقياس SDS مع قائمة بيك للقلق.
يختلف ميل الناس في تقديم الإجابات المقبولة اجتماعياً، بالتالي يبدي القائمون على دراسة الفروقات الفردية في التقارير الذاتية اهتماماً خاصاً بها. فالفروقات الفردية في الإجابات المقبولة اجتماعياً تُصعّب عملية التفريق بين الأشخاص الذين يملكون صفات جيدة ويجيبون بشكل واقعي، وبين الأشخاص الذين يحرفون إجاباتهم لتبدو إيجابية ومقبولة اجتماعية.

## طرق القياس المعيارية
حتى تسعينيات القرن الماضي، كانت أشهر الطرق المستخدمة في قياس الإجابة المقبولة اجتماعياً هي مقياس مارلو–كراون للمرغوبية الاجتماعية. وتتألف النسخة الأصلية من 33 سؤال إجاباتها من نوع (صحيح أو خاطئ). وهناك نسخة أقصر تدعى Strahan–Gerbasi مؤلفة من 10 أسئلة، لكن البعض يشكك في موثوقية طريقة القياس هذه.
وفي عام 1991، نشر ديلروي بولهوس قائمة الإجابة المرغوبة المتزنة (أو BIDR بالإنجليزية)، وهي عبارة عن استبيانٍ صُمم لقياس نوعين من أنواع الإجابة المقبولة اجتماعياً. وتوفر هذه الطريقة، المكونة من 40 سؤال، مقاييس فرعية منفصلة عن (إدارة الانطباع) –ميل الأشخاص إلى تقديم أوصاف ذاتية مضخمة –وعن تعزيز التحايل الذاتي –ميل الأشخاص إلى تقديم أوصاف ذاتية مضخمة لكنها حقيقية. وتسمى النسخة التجارية من مقياس BIDR بـ (مقاييس التحايل لبولهوس) أو PDS.

## إخفاء الهوية والسرية
من الأفضل استخدام إدارة مجهولة عندما لا تكون تفاصيل الخاضعين للاختبار مطلوبة، كما في التحقيقات النموذجية أو الاعتيان، وذلك كي لا يشعر الخاضعون للاختبار أنهم مسؤولون عن إجاباتهم بشكل شخصي ومباشر.
توفر الإدارة الذاتية المجهولة الحيادية والعزل والطمأنينة. وبالإمكان الحصول على نتيجة أفضل إن تمت إعادة الاستبيانات عن طريق البريد أو صناديق الاقتراع، مما يوفر مزيداً من السرية، ويزيد من إمكانية التعرف على الأشخاص الخاضعين للاختبار والذين ملؤوا هذه الاستبيانات.
وهناك طريقة أخرى لتقدير معدل انتشار القضايا الحساسة اجتماعياً، وتدعى هذه الطريقة بـ “تقنية الإجابة العشوائية”. فعلى سبيل المثال، يرمي المستجيب سرياً عملة نقدية، ويجيب بـ “نعم” إن ظهرت الصورة، وعليه الإجابة بصدق (كقضية تعاطي المخدرات على سبيل المثال) إذا ظهر النقش. وتتيح هذه الطريقة للباحث تقدير الانتشار الحقيقي لسلوك معينٍ بدون أن يحتاج إلى التأكد من صحة الإجابة التي يقدمها الشخص.

## الإدارة الحيادية
ينخفض ميل المرء إلى تقديم إجابة مقبولة اجتماعياً عندما يُصاغ السؤال بأسلوب محايد. وهناك طريقة أخرى للوصول إلى هكذا نتيجة، وذلك عن طريق استخدام أسئلة تعتمد على أسلوب الاختيار الجبري، أي عندما يُطرح على الشخص الخاضع للسؤال خياران متساويان في مدى قبولهما اجتماعياً.
وهناك أسلوب تتم فيه إدارة الاختبار عن طريق الحاسوب (برنامج الإدارة الذاتية). حيث يقدم الحاسوب للشخص إحساساً بالحياد، ولن يصدر الحاسوب أحكاماً على الشخص الخاضع للاختبار –من وجهة نظره على الأقل. لذا يكون الحاسوب خياراً أفضل من أي شخصٍ آخر يجري المقابلة حتى لو كان متمكناً جداً.

## القياس السلوكي
إن أحدث طريقة قياس في هذا المجال تُعرف باسم “تقنية الادعاء المفرط”، وتساعد هذه التقنية في تقدير ميل الأشخاص إلى ادعاء معرفتهم بأشياء غير موجودة. وهناك طرق أخرى أكثر تعقيداً تسعى لتعزيز الإجابات الصادقة، وتشمل هذه الطرق تقنية الإجابة العشوائية وتقنية الإحصاء الفريد وتقنية الأنبوب الزائف (أو المجرى الزائف).

## اقرأ أيضاً
- انحياز
- تحيز عدم الاستجابة
- انحياز الاستجابة